# Seimas
Seimas er Litauens nationale parlament og lovgivende forsamling, som har til huse i hovedstaden Vilnius. Parlamentet har et kammer, og 141 medlemmer, der vælges en fireårig periode igennem direkte valg.